# Neofundulus
Neofundulus es un género de peces de la familia de los rivulinos en el orden de los ciprinodontiformes.

## Especies
Especies contenidas en este género son:
- Neofundulus acutirostratus Costa, 1992
- Neofundulus aureomaculatus Costa, 2015
- Neofundulus guaporensis Costa, 1988
- Neofundulus ornatipinnis Myers, 1935
- Neofundulus paraguayensis (Eigenmann y Kennedy, 1903)
- Neofundulus parvipinnis Costa, 1988
- Neofundulus rubrofasciatus Costa, 2015
- Neofundulus splendidus Nielsen y Brousseau, 2013